# Derbi de Sarajevo
El derbi de Sarajevo es un partido de fútbol entre los grandes rivales de la ciudad de Sarajevo, el FK Željezničar Sarajevo y el FK Sarajevo, dos de los clubes más exitosos y populares de Bosnia y Herzegovina. En general se considera como uno de los pocos partidos que cuenta con el mejor ambiente en la región. Los aficionados suelen hacer grandes decoraciones con grandes banderas, rollos de papel, bufandas y ruidosos cánticos.

## Historia
La historia del derbi de Sarajevo se remonta a 1954, pero la rivalidad comenzó ocho años antes. En 1946 se fundó el FK Sarajevo por las autoridades locales. Por otro lado, el FK Željezničar Sarajevo es un club formado en 1921 por un grupo de trabajadores ferroviarios. Ganaron la segunda división de Bosnia en 1946, como parte del primer sistema de ligas de Yugoslavia tras la Segunda Guerra Mundial. Dado que la idea era crear un nuevo club que representase a la ciudad y la república en el nivel nacional, el recién formado FK Torpedo (como se llamaba en ese entonces el FK Sarajevo) necesitaba a los mejores jugadores de la ciudad, por lo que varios jugadores del FK Zeljeznicar fueron transferidos para el nuevo club por una decisión de las autoridades. Estos jugadores recibieron buenos salarios y nuevas ropas. Desde entonces existe la rivalidad actual entre estos dos clubes.

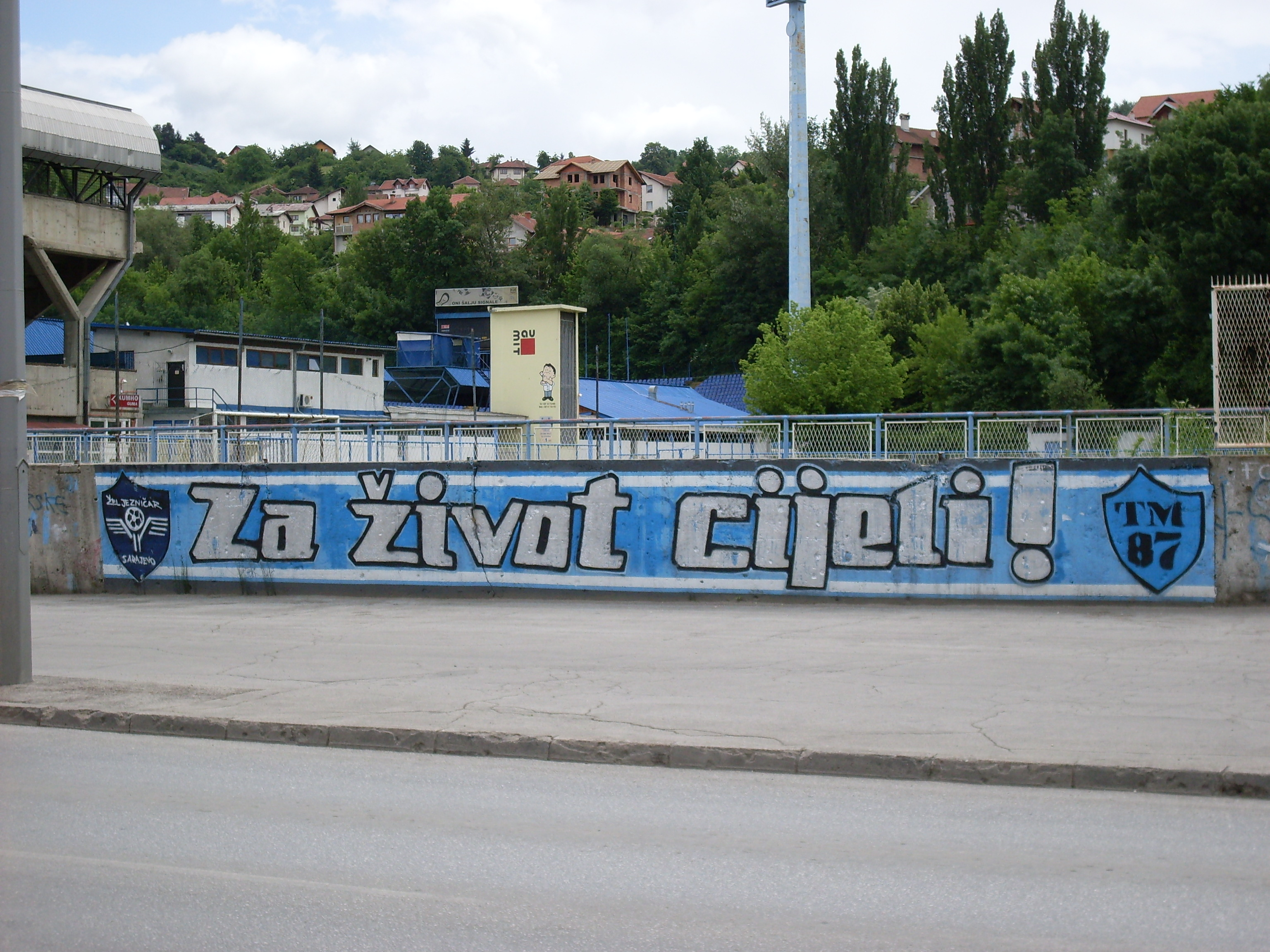
Eslogan de Maniacs, los aficionados del Željezničar: Za život cijeli ("para toda la vida").

En un primer momento, los aficionados del FK Sarajevo eran considerados como personas de clase alta, principalmente de bosníacos que dominaron partes antiguas de la ciudad. Por otro lado, los seguidores del FK Željezničar eran, por lo general, de clase obrera con imagen liberal. Esas identificaciones eran evidentes entre 1950 y 1960, pero después fueron desapareciendo. En la actualidad, ambos clubes tienen seguidores de todas los estratos sociales y económicos, así como de todos los grupos étnicos (muy importante cuando se habla de Bosnia), aunque la base de seguidores del FK Sarajevo sigue siendo predominantemente bosníaca. El FK Željezničar todavía tienen la imagen de club liberal y son populares incluso entre los aficionados de la región.
Desde que jugaron en diferentes niveles, los primeros partidos entre el FK Sarajevo y el Željezničar eran amistosos. El primer partido oficial de la Primera Liga Yugoslava se celebró en 1954 y el FK Sarajevo ganó 6-1. Esa sigue siendo la victoria más importante de cualquier equipo en los derbis.
Hasta el momento (12 de mayo de 2012), se jugaron 99 partidos de liga. El Željezničar ganó 30 veces y el Sarajevo 29 veces, mientras que en 40 ocasiones los partidos terminaron con un empate. La diferencia de goles es 119-117 a favor del FK Sarajevo. Desde la independencia, como parte del campeonato de Bosnia, se jugaron 36 partidos de liga; el Sarajevo ganó 10 veces y el Željezničar 9, con 17 empates y una diferencia de goles de 36-32 a favor del FK Sarajevo.

## Otras competiciones
El derbi de Sarajevo se juega actualmente dos veces al año en la liga Premier, pero también se pueden enfrentar en otras competiciones. También hay partidos amistosos y varios torneos. Aunque estos juegos no están incluidos en las estadísticas oficiales, son tan importantes como los que jugaron en la liga.
|                     | Partidos | Victorias Želj | Empates | Victorias Saraj | Goles Želj | Goles Saraj |
| ------------------- | -------- | -------------- | ------- | --------------- | ---------- | ----------- |
| Copa Yugoslava      | 3        | 1              | 0       | 2               | 8          | 8           |
| Copa de Bosnia      | 12       | 4              | 2       | 6               | 18         | 20          |
| Supercopa de Bosnia | 1        | 1              | 0       | 0               | 4          | 0           |
| Total               | 16       | 6              | 2       | 8               | 30         | 28          |

actualizado el 19 de marzo de 2008